# Hypodiscus laevigatus
Hypodiscus laevigatus är en gräsväxtart som först beskrevs av Carl Sigismund Kunth, och fick sitt nu gällande namn av Hans Peter Linder. Hypodiscus laevigatus ingår i släktet Hypodiscus och familjen Restionaceae. Inga underarter finns listade i Catalogue of Life.